# Heterocerus magnus
Heterocerus magnus là một loài bọ cánh cứng trong họ Heteroceridae. Loài này được Mamitza miêu tả khoa học đầu tiên năm 1933.